# Пауэлл, Баден
Ба́ден Па́уэлл (Baden Powell; имя при рождении — Baden Powell de Aquino; 6 августа 1937, Варри-Сай, Рио-де-Жанейро — 26 сентября 2000[…], Рио-де-Жанейро) — бразильский гитарист и композитор, видный представитель бразильской популярной музыки.

## Очерк биографии и творчества
Отец, Lino de Aquino, был горячим поклонником скаутского движения и дал своему сыну имя в честь британского офицера Р. Баден-Пауэлла. С семи лет Баден Пауэлл учился играть на (классической) гитаре, как гитарист закончил (в 1952?) «консерваторию» (музыкальное училище) в Рио-де-Жанейро. В 1950-е годы недолго играл в инструментальном квартете совместно с А. К. Жобином, Л. Бонфой и Ж. Жилберту. В 1958 году познакомился с В. ди Морайсом, оказавшим большое влияние на эстетические и литературные вкусы Пауэлла.
Первая сольная LP-пластинка «Apresentando Baden Powell e seu violão» вышла на бразильском лейбле Philips в 1961 году. Последний прижизненный диск «Lembranças» — в 2000 году. Один из лучших альбомов «Os afro sambas» (1966) Пауэлл записал совместно с Морайсом.
C 1970 года гастролировал в Европе. В 1978 году выступил в Париже (в зале «Олимпия») совместно с Морайсом, Жобином, Миушей и Токиньо. Гастроли бразильских музыкантов имели у местной публики большой успех. Выступал на Джазовом фестивале в Монтрё (1995), одном из самых известных в мире джазовых фестивалей.
Пауэлл — автор более 50 произведений, преимущественно в жанре босса-новы и самбы, многие написаны в 1960-е годы на стихи Морайса. Среди его хитов Berimbau (1963), Consolação (1963), Canto de ossanha (1966), Samba da benção, Samba triste и др., которые исполняли Элис Режина, Аструд Жилберту, Миуша, Мария Бетания и др.